# Titularbistum Nepte
Nepte ist ein Titularbistum der  römisch-katholischen Kirche.
Es geht zurück auf ein früheres Bistum der gleichnamigen antiken Stadt in der römischen Provinz Byzacena bzw. Africa proconsularis in der Sahelregion von Tunesien. Im Jahr 1933 wurde das in der islamischen Expansion untergegangene Bistum als Titularsitz wiederhergestellt und 1943 erstmals vergeben.
| Titularbischöfe von Nepte |                                    |                                                                              |                   |                  |
| Nr.                       | Name                               | Amt                                                                          | von               | bis              |
| 1                         | Thomas Hughes SMA                  | Apostolischer Präfekt der Apostolischen Präfektur Kaduna (Nigeria)           | 12. Januar 1943   | 18. April 1950   |
| 2                         | Aloysius Haene SMB                 | Apostolischer Vikar des Apostolischen Vikariats Fort Victoria (Südrhodesien) | 25. Juni 1950     | 1. Januar 1955   |
| 3                         | Edmund Joseph Reilly               | Weihbischof in Brooklyn (Vereinigte Staaten)                                 | 15. März 1955     | 3. November 1958 |
| 4                         | Custódio Alvim Pereira             | Weihbischof in Lourenço Marques (Mosambik)                                   | 20. Dezember 1958 | 3. August 1962   |
| 5                         | Igino Eugenio Cardinale            | Apostolischer Delegat und später Apostolischer Nuntius                       | 4. Oktober 1963   | 24. März 1983    |
| 6                         | Camillo Ruini                      | Weihbischof in Reggio Emilia-Guastalla (Italien)                             | 16. Mai 1983      | 28. Juni 1991    |
| 7                         | Michael Louis Fitzgerald MAfr      | Kurienbischof und später Apostolischer Nuntius                               | 16. Dezember 1991 | 5. Oktober 2019  |
| 8                         | Ignacio Damián Medina              | Weihbischof in Lomas de Zamora (Argentinien)                                 | 26. November 2019 | 11. August 2023  |
| 9                         | Francisco Javier Martínez Castillo | Weihbischof in Puebla de los Ángeles (Mexiko)                                | 16. Oktober 2023  |                  |